# 7,62 cm Infanteriegeschütz L/16,5
Il cannone d'accompagnamento 7,62 cm Infanteriegeschütz L/16,5, abbreviato in 7,62 cm IG L/16,5, era un pezzo di artiglieria da 76,2 mm sviluppato dalla Krupp per l'Esercito imperiale tedesco ed entrato in servizio nel 1916.

## Storia
Questo cannone ha una genesi particolare: origina infatti da una bocca da fuoco russa di preda bellica, adattata e poi riprodotta dalla Krupp su un affusto di propria concezione. All'inizio della Grande Guerra i cannoni campali in servizio si erano rivelati troppo pesanti per seguire la fanteria negli assalti e divenne pressante la necessità di un cannone che potesse appoggiare i fanti contro nidi di mitragliatrici e bunker.
Nei primi mesi di guerra sul fronte orientale i tedeschi avevano catturato un enorme numero di cannoni russi da fortezza modello Putilov 76,2 mm M1910: questi erano a loro volta la versione alleggerita e semplificata di un cannone campale francese Schneider ed erano usati nelle fortificazioni rialzate per il tiro diretto verso il basso con un solo tipo di munizione a mitraglia.
La disponibilità di un grande numero di questi cannoni e delle sue munizioni e la loro spiccata leggerezza, spinsero i vertici dell'Esercito imperiale, in attesa di un nuovo cannone d'accompagnamento, a richiedere alla Krupp di adattarli al nuovo ruolo. Oltre a riutilizzare i pezzi di preda bellica, visti i buoni risultati, l'arma venne prodotta anche ex novo dalla Krupp stessa.
Ogni batteria era composta da 6 pezzi. Ogni pezzo era però assegnato, insieme ad un mortaio da trincea ed a lanciafiamme, ad un battaglione d'assalto stile Stoßtrupp. A differenza quindi dell'artiglieria campale e di quella pesante, questi pezzi erano sotto il diretto controllo dei reparti di fanteria ed assicuravano una immediata e precisa concentrazione di fuoco su obiettivi resistenti quali bunker e mitragliatrici, in stretto coordinamento con l'assalto dei fanti.
L'arma era particolarmente apprezzata dalle truppe per la leggerezza, la precisione e l'efficacia della munizione russa a mitraglia. A questa venne affiancata una munizione HE, che ne aumentava la portata a 4 000 m. Tuttavia la scarsa qualità dell'acciaio russo comportava una rapida usura dell'anima ed un calo della precisione; inoltre l'affusto Krupp esasperava la ricerca della leggerezza a scapito della robustezza strutturale del pezzo, rivelatosi troppo fragile per il normale utilizzo sul campo. Per risolvere queste criticità venne realizzato il 7,7 cm Infanteriegeschütz L/20. Il 7,62 cm Infanteriegeschütz L/16,5 rimase comunque in servizio fino alla fine della prima guerra mondiale.

## Tecnica
Il 7,62 cm Infanteriegeschütz L/16,5 conservava la canna, culatta, otturatore e organi elastici dell'originale russo, che gli consentiva l'eccezionale valore in depressione di 18,6° rispetto ad un'elevazione di soli 11,5°, che ne limitava fortemente l'uso nel tiro indiretto. La bocca da fuoco russa era incavalcata su un leggero affusto scudato a due ruote in legno, con coda unica, vomero e timone ripiegabile.
Il traino del cannone poteva essere effettuato intero da una pariglia di cavalli. In alternativa poteva essere scomposto in due carichi: l'affusto con la bocca da fuoco ed un avantreno con gli scudi, le munizioni ed il materiale da zappatore; i due carrelli venivano trainati, tramite timonella, da un cavallo ciascuno. Per gli spostamenti sul campo di battaglia invece il pezzo veniva spostato direttamente dalla squadra di serventi.